# Ульяновщина (Псковская область)
Ульяновщина — деревня в Себежском районе Псковской области России. Входит в состав городского поселения Себеж.
Численность населения деревни по оценке на начало 2001 года составляла 301 житель. С 1995 до 2005 года — административный центр ныне упразднённой Ленинской волости.

## География
Расположена на юго-западе региона, в центральной части района, между северным побережьем Себежского озера и региональной автодорогой 58К-563, в 1 км к северо-востоку от города Себеж.

## История
В 1941—1944 гг. местность находилась под фашистской оккупацией войсками Гитлеровской Германии.
Законом Псковской области от 28 февраля 2005 года Ленинская волость была упразднена, а с 1 января 2006 года её территория, в том числе деревня Ульяновщина, вместе с городом Себеж составили новосозданное муниципальное образование Себеж со статусом городского поселения.

## Население
| 2001 | 2002 | 2010 |
| ---- | ---- | ---- |
| 301  | ↗327 | ↘258 |

### Национальный и гендерный состав
Согласно результатам переписи 2002 года, в национальной структуре населения русские составляли 93 % от общей численности в 327 чел., из них 159 мужчин, 168 женщин.

## Инфраструктура
К северу от деревни расположено Немецкое воинское кладбище.

## Транспорт
Деревня доступна автотранспортом.
В границах населённого пункта проходит автомобильная дорога общего пользования местного значения (идентификационный номер 58-254-501 ОП МГ 58Н-002), протяженностью в 0,84 км.
К деревне подходит автодорога общего пользования местного значения «Затурье- Ульяновщина» (идентификационный номер 58-254-501 ОП МП 58Н-003), протяженностью в 3,4 км.